# きびじつるの里
きびじつるの里（きびじつるのさと）とは岡山県総社市にあるタンチョウ飼育施設である。

## 施設
備中国分寺より北西に位置する。
日本の特別天然記念物であるタンチョウ（丹頂鶴、Grus japonensis）を10羽程度飼育する、
タンチョウの保護と繁殖を目的とした施設であり、2003年7月1日に隣接する国民宿舎サンロード吉備路と同時にオープンした。
約3ヘクタールの敷地内に大小2つの人工池を有し、“淡水魚観察コーナー”、“つるの家（管理棟）”、“学びの家（研修棟）”、“飼育ケージ”などが配置される。つるの家には人工ふ化の設備もある。
岡山県内で多数のタンチョウを保護・飼育・繁殖させる岡山県自然保護センターと連携し、そのサブセンターの役割がある。
2008年にはタンチョウの野外飼育も開始し、また、何度かヒナを誕生させ繁殖させている。
飼育員はヒナの子育てのための「コスチューム飼育」を行い、日本で3番目の実践例となった。
ヒナの雌雄の判定はDNA鑑定で行う。